# Carolyn Schuler
Carolyn Schuler (San Francisco, California, 5 de enero de 1943-22 de julio de 2024) fue una nadadora estadounidense especializada en pruebas de estilo mariposa, donde consiguió ser campeona olímpica en 1960 en los 100 metros.

## Carrera deportiva
En los Juegos Olímpicos de Roma 1960 ganó la medalla de oro en los 100 metros estilo mariposa, con un tiempo de 1:09.5 segundos que fue récord olímpico, por delante de la neerlandesa Marianne Heemskerk y la australiana Jan Andrew; y también ganó el oro en los relevos de 4x100 metros estilos, por delante de Australia y Alemania.